# Schriftauszeichnung
Schriftauszeichnung ist eine typographische Möglichkeit, innerhalb eines Textes einzelne Textteile auszuzeichnen, das heißt, sie optisch hervorzuheben. Manche Auszeichnungsarten sollen es dem Leser ermöglichen, einen Text schneller zu erfassen und „Augensprünge“ zu machen (den Text „querlesen“ bzw. „überfliegen“). Andere Auszeichnungsarten dienen vor allem dazu, Textteile mit einer zusätzlichen Information für den Leser zu versehen. Solche zusätzlichen Informationen können bei kursiver Schrift zum Beispiel sein: „Das ist ein Buchtitel“ oder „Achtung, Wechsel in eine Fremdsprache“ oder „Hier geht es um die Schreibweise eines Wortes“ (metasprachliche Anführung).
Besonders im Bereich der Diplomatik, also der Lehre von den historischen Urkunden, spricht man in Bezug auf besondere Textabschnitte hervorhebende Schriftformen von Auszeichnungsschriften; als bedeutendes, da häufig anzutreffendes Beispiel einer solchen Auszeichnungsschrift kann die in den Urkunden des Mittelalters und der Frühen Neuzeit auftretende littera elongata gelten.

## Wortherkunft
Der typographische Begriff Auszeichnung kommt aus der Druckersprache. Ursprünglich war damit die Methode gemeint, Teile eines Textes durch von der Grundschrift abweichende Schriftgestaltung hervorzuheben, z. B. durch andere Schriftgrößen und -arten, aber auch durch Unterstreichen, Sperren oder durch andere Druckfarben. Auszeichnen hieß auch das handschriftliche Kenntlichmachen der entsprechenden Stellen im zugehörigen Manuskript.

## Auszeichnungsarten
Auszeichnungsarten können sein: fett, kursiv, unterstrichen, Versalien, Kapitälchen,  gesperrt, Unterlegungen sowie unterschiedliche Schriftarten, -grade und -farben.
Für jede Auszeichnungsart lassen sich bestimmte Verwendungsmöglichkeiten finden.
- Fette und halbfette Schriften dienen vor allem dazu, einzelne wichtige Wörter innerhalb eines Textes hervorzuheben. Hervorhebungen in dieser Auszeichnungsart sollen schon vor dem Lesen auffallen und können die Orientierung im Text und damit die Lesegeschwindigkeit erheblich erhöhen (z. B. angefettete Lemmata in einem Lexikon).
- Weitgehend dieselbe Funktion hat auch der Sperrsatz, der im klassischen Buchlayout Verwendung finden kann, während Fett-Auszeichnung dort unüblich ist.
- Kursive Schrift unterscheidet sich in der Regel wenig von der Grundschrift. Hervorhebungen, die während des Lesens auffallen sollen, sind häufig in kursiver Schrift gesetzt. Beispielsweise dient kursive Schrift zur Kennzeichnung von Zeitschriftentiteln. Auch diese Auszeichnungsart zwingt zum aufmerksamen Lesen. Hierbei ist unbedingt zu beachten, dass man den Kursiv-Schnitt der Schrift benutzt, sofern dieser verfügbar ist, und nicht den Schriftsatz elektronisch schräg setzt („kursiviert“, „oblique“ oder „schief“ genannt).
- Unterstreichen ist nur dann akzeptabel, wenn andere Auszeichnungsmöglichkeiten nicht gegeben sind, wie es zum Beispiel bei der Handschrift oder dem Schreiben mit der Schreibmaschine der Fall ist, da Buchstaben mit Unterlänge oft überstrichen werden.
- Versalien (auch Großbuchstaben oder Majuskeln genannt) eignen sich zur Hervorhebung von wichtigen Wörtern und kürzeren Textpassagen. Längere Abschnitte in Versalien innerhalb eines Textes sind schlecht lesbar.[2][3][4]
- Kapitälchen (verkleinerte Großbuchstaben anstelle der Kleinbuchstaben) sind nicht mit Versalien zu verwechseln.
- Durch Farbauszeichnung oder Unterlegung von Flächen können wichtige Worte oder Abschnitte innerhalb eines Textes hervorgehoben werden. Diese fallen schon vor dem Lesen auf und tragen zur Strukturierung des Textes bei. Häufig werden sie in Lehrbüchern zur Hervorhebung von Merksätzen verwendet. Die Unterlegung sollte sich deutlich vom Text abheben, um gute Lesbarkeit zu gewährleisten. Variation der Schriftfarbe zu beispielsweise Rot als Signalfarbe kann die Wichtigkeit einer Textpassage oder negative Zahlenwerte erkennen lassen. Eine historisch bedeutsame Variante dieser Auszeichnungsweise, besonders im Mittelalter angewandt, bildet die Rubrizierung.
- Unterschiedliche Schriftarten eignen sich zur Unterscheidung und Hervorhebung einzelner Absätze. Hierbei zu beachten ist, dass man nicht zu viele Schriften miteinander mischt, weil das den Lesekomfort beeinträchtigt. Außerdem geht man von einer typografisch guten Schriftmischung aus, wenn man beispielsweise zwei Schriften aus unterschiedlichen Schriftklassen miteinander mischt, also Schriften, die sich formell deutlich unterscheiden. Schriften einer Schriftsippe setzen sich dahingegen zu wenig gegeneinander ab.
- Im weiteren Sinne kann auch das Durchstreichen von Text als Auszeichnung begriffen werden, da hierdurch nicht der Text selbst verändert wird, sondern durch die Ergänzung mit der durchstreichenden Linie lediglich seine kontextuelle Bedeutung und eventuell die Bedeutung des Kontextes beeinflusst wird.

Die unterschiedlichen Auszeichnungsarten werden noch weiter ausdifferenziert. So unterscheidet man zwischen aktiven, integrierten und negativen Auszeichnungen. Mit aktiven Auszeichnungen bezeichnet man die Hervorhebung durch einen deutlich kräftigeren Schriftschnitt, wie etwa fett, Versalien oder auch eine völlig andere Schrift. Die integrierte Auszeichnung bezieht sich auf eher dezente Arten der Hervorhebung. Hierzu gehören kursiv und Kapitälchen. Die integrierte Auszeichnung wird am häufigsten verwendet, da sie zugleich unaufdringlich und wirkungsvoll ist. Eine eher seltene Form ist die negative Auszeichnung, bei welcher in einem fett gesetzten Text die Auszeichnung durch einen mageren Schriftschnitt oder einen kleineren Schriftgrad stattfindet.

### Überschriften
Überschriften werden häufig fett, unterstrichen, in einem größeren Schriftgrad oder einer anderen Schriftart gesetzt.

### Formelsatz
Im mathematischen Formelsatz verwendet man Kursive für Variablen und Aufrechte für Funktionsnamen, Konstanten oder auch beschreibende Indizes wie „min“ oder „max“.

### Harmonische Auszeichnung
Bei dieser Textauszeichnungsart wird darauf geachtet, dass der Grauwert der Textseite insgesamt derselbe bleibt. Die Auszeichnungsstelle fällt also bei flüchtiger Betrachtung des Textes nicht auf; die Seiten wirken ruhig und gleichmäßig. Erst beim Lesen nimmt der Leser die Hervorhebung wahr. Kursiv ist die übliche harmonische Auszeichnung, gelegentlich wird auch die Schreibung mit Kapitälchen genutzt. Harmonische Auszeichnung kommt damit nur für Textbestandteile in Frage, die nicht ins Auge fallen sollen und nicht zur Orientierung des Lesers dienen.

### Andere Sprachen
Hervorhebungen in anderen Sprachen unterscheiden sich teilweise aufgrund der verwendeten Schrift deutlich von westlicher Auszeichnung.
Da die chinesischen Zeichen keine Kursivschreibung kennen, werden im Japanischen und Chinesischen oft kleine Punkte (seltener kleine Striche) bei vertikaler Schreibweise neben und bei horizontaler Schreibweise über (japanisch) oder unter (chinesisch) die einzelnen Zeichen geschrieben, um etwas hervorzuheben. Damit ähnelt es der Unterstreichung.
Chinesisch: 着重号
Japanisch: ここを強調